# خورخي مونتيرو
خورخي مونتيرو (بالبرتغالية: Jorge Filipe Monteiro‏) هو لاعب كرة قدم برتغالي في مركز نصف الجناح، ولد في 15 أغسطس 1988 في بورتو في البرتغال. شارك مع منتخب البرتغال تحت 18 سنة لكرة القدم ومنتخب البرتغال تحت 19 سنة لكرة القدم ومنتخب البرتغال تحت 20 سنة لكرة القدم ومنتخب البرتغال تحت 21 سنة لكرة القدم. أما مع النوادي، فقد لعب مع أيل ليماسول وإستريلا دا أمادورا وموريرينسي ونادي أيك لارنكا ونادي بورتو ونادي ريبيراو ونادي سانتا كلارا.

## وصلات خارجية
- خورخي مونتيرو على موقع قاعدة بيانات كرة القدم.إي يو (الإنجليزية)
- خورخي مونتيرو على موقع Soccerway.com (الإنجليزية)
- خورخي مونتيرو على موقع AS.com (الإسبانية)